# Alpes Bielleses y Cusianos
Los Alpes Bielleses y Cusianos (en italiano, Alpi Biellesi e Cusiane, llamados también Alpi Valsesiane Meridionali; en francés, Alpes Valsesiennes Méridionales), son una subsección de los Alpes Peninos. 
Constituyen la parte meridionale de los Alpes Peninos. Se encuentran entre el Piamonte y el Valle de Aosta.

## Delimitación
Lindan:
- al norte con los Alpes del Monte Rosa (en la misma sección alpina) y separados por el Valle del Lys, del Sorba, el Río Sesia y los valles del Mastallone y de la Strona de Omegna;
- al este con el Lago Maggiore;
- al sur con el Llanura padana;
- al suroeste con los Alpes Grayos y separados por el río Dora Baltea.

Girando en sentido de las agujas del reloj los límites geográficos son: el puerto del Loo, el río Sorba, Piode, el río Sesia, Varallo Sesia, el río Mastallone, el puerto del Tessù, el río Strona de Omegna, Gravellona Toce, el Lago Maggiore, la Llanura Padana (línea Arona-Gattinara-Ivrea), el río Dora Baltea, Pont-Saint-Martin, el río Lys, el río Loo, el puerto del Loo.

## Subdivisión
Según la definición de la SOIUSA los Alpes Bielleses y Cusianos son una subsección con la siguiente clasificación:
- Gran parte = Alpes occidentales
- Gran sector = Alpes del noroeste
- Sección = Alpes Peninos
- Subsección = Alpes Bielleses y Cusianos
- Código = I/B-9.IV

Según la SOIUSA los Alpes Bielleses y Cusianos se subdividen en dos supergrupos, cuatro grupos y dos subgrupos:
- Alpes Bielleses (A)
  - Cadena Tre Vescovi - Mars (A.1)
  - Cadena Monte Bo-Barone (A.2)
    - Costiera Talamone-Barone (A.2.a)
    - Costiera Monte Bo-Cravile-Monticchio (A.2.b)
- Alpes Cusianos (B)
  - Costiera Capio-Massa del Turlo (B.3)
  - Macizo del Mottarone (B.4)

## Cimas principales

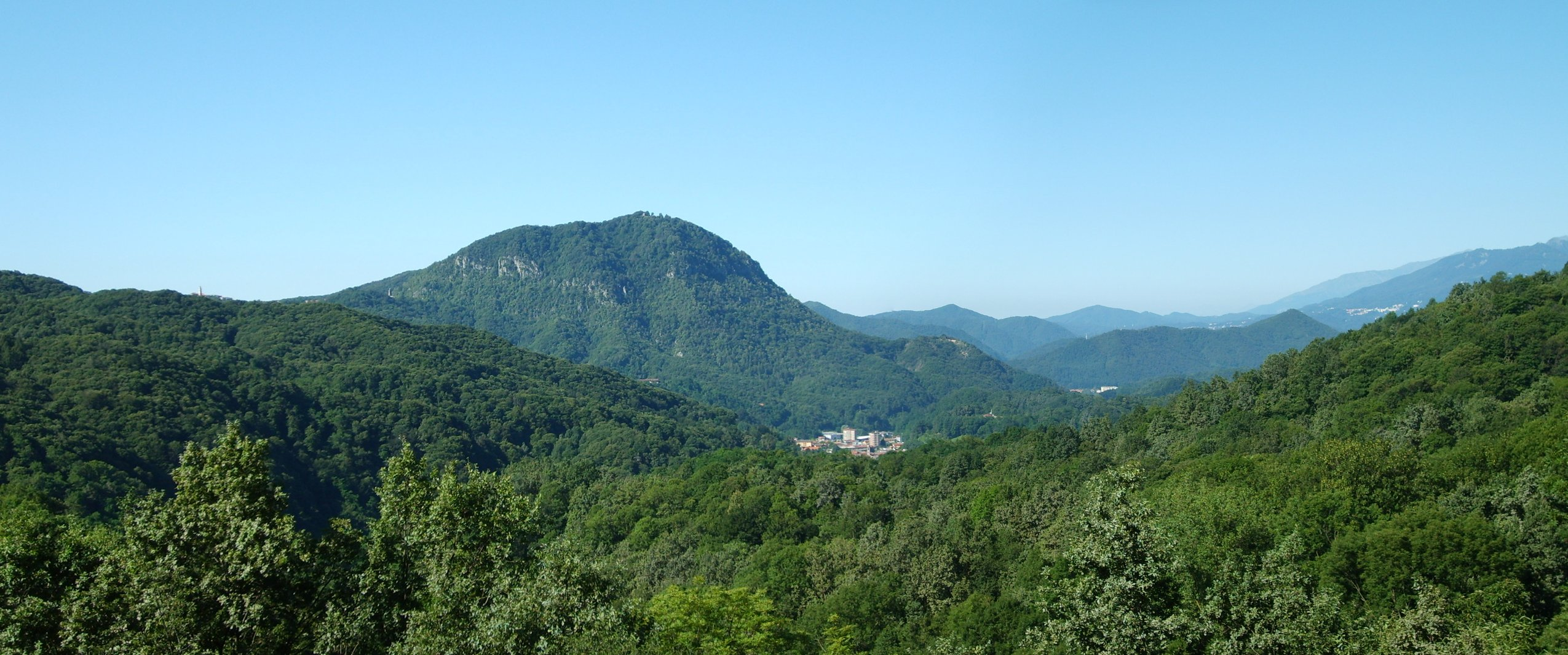
El monte Fenera, al suroeste de la subsección.

Entre las cimas comprendidas en los Alpes Bielleses y Cusianos se pueden mencionar las siguientes montañas:
- Monte Mars - 2.600 m
- Mont de Pianeritz - 2.584 m[3]
- Punta Lazoney - 2.579 m[3]
- Monte Cresto - 2.548 m
- Monte Bo - 2.556 m
- Punta Tre Vescovi - 2.501 m
- Monte I Gemelli - 2.476 m
- Monte Camino - 2.391 m
- Monte Tovo - 2.230 m
- Monte Mucrone - 2.335 m
- Cima Altemberg - 2.394 m
- Monte Capio - 2.172nbsp;m
- Massa del Turlo - 1.960 m
- Mottarone - 1.491 m